# SMS V 69
V 69 – niemiecki niszczyciel z okresu I wojny światowej. Trzecia jednostka typu V 67. Okręt wyposażony w trzy kotły parowe opalane ropą. Zapas paliwa 306 ton. Zatopiony 2 listopada 1918 roku podczas niemieckiego odwrotu z Belgii.